# Yaritagua
Yaritagua ist eine Stadt im venezolanischen Bundesstaat Yaracuy. Es ist Verwaltungssitz der Gemeinde Peña.
Yaritagua ist durch die Panamericana-Straße mit Barquisimeto und Chivacoa verbunden.

## Weblinks

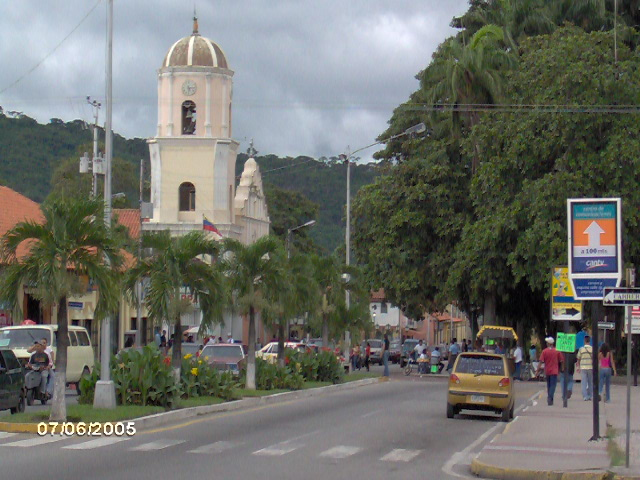
Yaritagua, Innenstadt